# Hakea ochroptera
Hakea ochroptera (лат.) — кустарник или дерево, вид рода Хакея (Hakea) семейства Протейные (Proteaceae), произрастает в восточной Австралии.

## Ботаническое описание
Hakea ochroptera — высокий куст или дерево до 12 м высотой с нисходящими ветвями, не образующий лигнотубер. Молодые стебли, листья и цветоножки волосатые и ржавого цвета. Листья игольчатые, узкие, длиной 0,5—1,2 мм и шириной 0,75—1,1 мм, заканчивающиеся вершиной длиной 1,1—2,2 мм. Сливочно-белые цветки появляются в зонтиках по 1-6 цветков в пазухах листьев с сентября по октябрь. Плоды 3,2—4 см в длину и 2,1—2,3 см в ширину с небольшими волнообразными наростами на поверхности, заканчивающимися слабовыраженным или отсутствующим рогом.

## Таксономия
Вид Hakea ochroptera был описан южно-австралийским ботаником Уильямом Баркером в 1996 году в Journal of the Adelaide Botanic Garden. Видовой эпитет — от древнегреческих слов ochros, означающих «жёлтый», и pteron, означающего «крыло», что ссылается на важное диагностическое отличие от Hakea macraeana.

## Распространение и местообитание
Hakea ochroptera был найден около Дорриго в северной части Нового Южного Уэльса, он был отделен от похожего вида H. macraeana. H. ochroptera растёт на мелких почвах на склонах холмов между скалами в небольших кустарниковых зарослях или на бедных почвах в умеренно влажном тропическом лесу.